# Lokalavisen Amager
Lokalavisen Amager Bil & Bolig er en lokalavis, der udgives på Amager, der er startet og drevet af direktør Leif Jensen, fra den 1. december 2009, som tidligere havde drevet Amager Avisen gennem 7 år, indtil Berlingske Medier opkøbte avisen, som de også gjorde med den anden lokalavis på Amager Lokalavisen Amager.
Da navnet er blevet ledig efter også at Berlingske Medier havde opkøbt og lukket denne avis, var der et behov for mange annoncører og læsere for at der skulle være en alternativ til Berlingske Lokalavis.
Bladudgiver Leif Jensen, havde tilbage i foråret 2002 også startet Valby City Avis, og samme efterår startede han Amager Avisen.
Leif Jensen er ansvarshavende redaktør på Lokalavisen Amager Bil & Bolig, avisen er opstartet på baggrund af amagerkanske annoncører vil have en alternativ lokalavis til de Berlingske Medier.
Lokalavisen Amager bliver trykt hos Rotationen i Nykøbing Falster hos John Andersen, og sætteriet er hos Lars Zederkof, Hvidovre Avissætteri, distributionen af de 80.000 eksemplarer hver 14. dag klares af Forbruger Kontakt.
Bladudgiver Leif Jensen, er direktør for Holdingselskabet Emguva, der står bag udgivelsen af Lokalavisen Amager. Avisen indtjenings grundlag er udelukkende baseret på annonce indtægter.

## Ekstern henvisning
- Lokalavisen Amagers officielle hjemmeside Arkiveret 11. juni 2010 hos  Wayback Machine